# Kuknoor, Jevargi
Kuknoor là một làng thuộc tehsil Jevargi, huyện Gulbarga, bang Karnataka, Ấn Độ.